# توماس بي دويل
توماس بي دويل (بالإنجليزية: Thomas Doyle)‏ هو كاهن كاثوليكي أمريكي، ولد في 3 أغسطس 1944 في شيبويغن في الولايات المتحدة.

## وصلات خارجية
- توماس بي دويل على موقع IMDb (الإنجليزية)